# Akash Mishra
Akash Mishra (* 27. November 2001 in Balrampur, Uttar Pradesh) ist ein indischer Fußballspieler.

## Karriere

### Verein
Von der U Dream Football Academy kommend, wechselte er im Sommer 2018 zu den Indian Arrows. Nach zwei Jahren hier schloss er sich im Oktober 2022 anschließend dem Hyderabad FC an und wurde mit dem Franchise in dieser Saison auch Meister der ISL. Seit Sommer 2023 spielt er mittlerweile beim Mumbai City FC.

### Nationalmannschaft
Sein erstes bekanntes Spiel für die indische Nationalmannschaft war am 25. März 2021 bei einem 1:1-Freundschaftsspiel gegen den Oman, wo er in der Startelf stand und dann in der 59. Minute für Mohammed Yasir eingewechselt wurde. Nebst weiterer Freundschaftsspieleinsätzen bekam er auch in dieser Zeit einmal Spielzeit bei der Qualifikation für die Weltmeisterschaft 2022. Im darauffolgenden Jahr folgten dann auch noch weitere Qualifikationsspiele für die Asienmeisterschaft 2023. Sein erstes Turnier war dann im Sommer 2023 die diesjährige Südasienmeisterschaft, bei welcher er mit seinem Team den Titel gewann. Abschließend mit dem Jahr 2023, bestritt er auch noch eine Partie in der Qualifikationsgruppe für die Weltmeisterschaft 2026.
Am 30. Dezember 2023 wurde er für den finalen Kader bei der Asienmeisterschaft 2024 nominiert.